# Rufus Gillmore
Rufus Gillmore (1869 – 1935) è stato un giornalista e scrittore statunitense.
Gillmore esordì nella letteratura gialla nel 1912 con il romanzo The Mystery of the Second Shot, al quale seguirono The Opal Pin (1914) e The Alster Case (1914). Da quest'ultimo romanzo venne tratto l'omonimo film diretto da J. Charles Haydon. Il suo romanzo più famoso è The Ebony Bed Murder (Il letto d'ebano), scritto nel 1932 e avvicinato dalla critica alle storie dell'autore che in quegli anni riscuoteva un enorme successo di pubblico e di critica, S. S. Van Dine.

## Opere
- The Mystery of the Second Shot (1912)
- The Opal Pin (1914)
- The Alster Case (1914)
- The Ebony Bed Murder (1932, edito in Italia con il titolo Il letto d'ebano)